# Інститут акустики (Велика Британія)
Інститу́т аку́стики (англ. Institute of Acoustics, IOA) — професійна інженерно-наукова організація Великої Британії, яка займається питаннями акустики, шумів та вібрацій. Інститут акустики є уповноваженим органом Інженерної ради (ECUK), на оцінку кандидатів для включення до Реєстру професійних інженерів.

## Історична довідка
У 1963 році у Великій Британії було створене Товариство акустичних технологій для тих, хто цікавиться такою тематикою: президентом став Елфін Річардс. Через зацікавленість у створенні професійної організації проводилися зустрічі з різними товариствами та установами, а в 1965 році було створено Британське акустичне товариство, яке поглинуло попереднє товариство.
Інститут акустики був утворений у 1974 році в результаті злиття Акустичної групи Інституту фізики та Британського акустичного товариства (дочірнього товариства Інституту інженерів-механіків).

## Членство
Інститут налічує близько 3000 членів різних професій, серед яких інженери, науковці, педагоги, юристи, професійні гігієністи, архітектори та спеціалісти з охорони навколишнього середовища. Коло інтересів членів у світі акустики однаково широке, охоплюючи такі аспекти, як аеродинаміка, архітектурна акустика, будівельна акустика, електроакустика, інженерна динаміка, шум і вібрація, слух, мова, підводна акустика, а також різноманітні екологічні аспекти.
Існує три корпоративні категорії членства, а саме: почесний член, співробітник і член, та чотири некорпоративні категорії: асоційований член, технічний член, афілійований член і студент. Проведене дослідження зайнятості показує, що з 3000 членів близько 900 працюють у промисловості, торгівлі та консультаційних службах, 400 — у сфері освіти та досліджень і майже 500 — у державних органах.

## Спеціалізовані галузі
Серед більш спеціалізованих галузей, у яких працюють акустики, — це аудіо- та hi-fi промисловість, проєктування аудиторій і концертних залів, телемовлення, телекомунікації, проєктування безшумних транспортних засобів і продуктів, проєктування гідроакустичних систем, взаємодія людини з комп'ютером, контроль шуму навколишнього середовища та здоров'я та управління безпекою. Спеціалізовані інтереси задовольняються спеціалізованими групами, а регіональні заходи просуваються низкою регіональних відділень.
Напрями роботи спеціалізованих груп:
- Архітектурна акустика
- Електроакустика
- Шум навколишнього середовища
- Вимірювання та контрольно-вимірювальні прилади
- Музична акустика
- Інженерія шуму та вібрацій
- Фізична акустика
- Акустика мови і слуху
- Гідроакустика

Через спеціалізовані робочі групи Інститутом акустики надається підтримка в розробці законодавства у відповідних сферах, члени Інституту активно займаються розробкою британських, європейських і міжнародних стандартів. Інститут є членом-засновником Європейської акустичної асоціації (EAA), членом товариства Міжнародного інституту техніки контролю шуму (I-INCE) і членом Міжнародної комісії з акустики (ICA).

## Публікації
Раз на два місяці Інститут видає «Акустичний бюлетень» (англ. «Acoustics Bulletin»), який містить статті, що становлять професійний, академічний та технічний інтерес, а у збірнику праць «Institute Of Acoustics Proceedings» щорічно реєструються понад двісті наукових статей, які щороку представляються на офіційних зборах. Освітня програма, яка включає отримання диплому в галузі акустики та контролю шуму та декілька курсів із сертифікатом компетентності, пропонується у ряді центрів по всій Великій Британії. Диплом також можна отримати у дистанційному навчанні з репетитором.

## Медалі і премії
- Медаль Релея[en] (англ. Rayleigh Medal) — щорічна наукова нагорода за видані досягнення в акустиці.
- Медаль Тіндаля[en] (англ. Tyndall Medal) — наукова нагорода, яка раз на два роки вручається молодим (до 40 років) науковцям Великої Британії за видатні досягнення в акустиці
- Медаль А. Б. Вуда[en] (англ. A B Wood Medal) — нагорода вручається щорічно разом з Американським акустичним товариством поперемінно європейським і північноамериканським вченим за видатний внесок у застосування підводної акустики.
- Медаль Рея Стівенса[en] (англ. R W B Stephens Medal) — нагорода, яку присуджують у непарні роки за видатний внесок у дослідження або освіту в області акустики.

Також, в Інституті засновано та присуджують інші нагороди, до яких належать: Інженерна медаль IOA, Премія Пітера Лорда, Почесне членство, Меморіальна премія Пітера Барнетта, Освітня премія доктора Боба Пітерса, Премія за популяризацію акустики серед громадськості, Премія за заслуги перед інститутом, Премія IOA для молоді за інновації в акустичній інженерії, Премія професора Робінсона.